# Rhabdomastix mediovena
Rhabdomastix mediovena är en tvåvingeart som beskrevs av Alexander 1933. Rhabdomastix mediovena ingår i släktet Rhabdomastix och familjen småharkrankar. Inga underarter finns listade i Catalogue of Life.